# NGC 4911A
NGC 4911A (другие обозначения — DRCG 27-62, PGC 83751) — линзообразная галактика (S0) в созвездии Волосы Вероники.
Этот объект не входит в число перечисленных в оригинальной редакции «Нового общего каталога» и был добавлен позднее.